# Ognyana Petrova
Pour les articles homonymes, voir Petrova.
Ognyana Georgieva Petrova (en bulgare : Огняна Георгиева Петрова), née le 20 décembre 1964 à Svilengrad, est une kayakiste bulgare.
Elle est médaillée de bronze en kayak biplace 500 mètres aux Mondiaux de 1987 à Sofia. Elle est aussi médaillée de bronze de kayak à quatre 500 mètres aux Jeux olympiques d'été de 1988 à Séoul.